# Mandera Airport
Mandera Airport är en flygplats i Kenya.   Den ligger i länet Mandera, i den nordöstra delen av landet, 800 km nordost om huvudstaden Nairobi. Mandera Airport ligger 230 meter över havet.
Terrängen runt Mandera Airport är platt. Runt Mandera Airport är det glesbefolkat, med 18 invånare per kvadratkilometer. Närmaste större samhälle är Mandera, 1,5 km öster om Mandera Airport. Omgivningarna runt Mandera Airport är i huvudsak ett öppet busklandskap.